# Bariano
Bariano é uma comuna italiana da região da Lombardia, província de Bérgamo, com cerca de 3.940 habitantes. Estende-se por uma área de 7 km², tendo uma densidade populacional de 563 hab/km². Faz fronteira com Caravaggio, Fara Olivana con Sola, Fornovo San Giovanni, Morengo, Pagazzano, Romano di Lombardia.

## Demografia
| Variação demográfica do município entre 1861 e 2011                               |
|                                                                                   |
| Fonte: Istituto Nazionale di Statistica (ISTAT) - Elaboração gráfica da Wikipedia |